# Agelanthus lugardii
Agelanthus lugardii är en tvåhjärtbladig växtart som först beskrevs av Nicholas Edward Brown, och fick sitt nu gällande namn av R.M. Polhill & D. Wiens. Agelanthus lugardii ingår i släktet Agelanthus och familjen Loranthaceae. Inga underarter finns listade i Catalogue of Life.